# 迪亚诺堡
迪亚诺堡（義大利語：Diano Castello）是意大利因佩里亚省的一个市镇。总面积5.99平方公里，人口2281人，人口密度380.8人/平方公里（2009年）。ISTAT代码为008026。